# Nathan Dyer
Nathan Dyer (Trowbridge, 1987. november 29. –) angol labdarúgó, aki jelenleg a Swansea City csapatában játszik.

## Pályafutása
Dyer 1995-ben csatlakozott a Southampton akadémiájához, majd tagja volt a 2005-ben a fiatalok számára kiírt FA Youth Cup döntőjébe jutó csapatnak. A felnőttek között 2005 december 26-án mutatkozott be. Első bajnoki gólját 2007 szeptemberében a Watford ellen szerezte. A Southampton többször is kölcsönadta a játékjogát, játszott a Burnley, a Sheffield United, és a Swansea City csapataiban is. A Swansea, miután a kölcsönszerződése lejárt végleg megvásárolta 2009 nyarán. Itt Dyer állandó lehetőséghez jutott, és meghatározó tagjává vált a stabil élvonalbeli csapatnál. 2013-ban a Bradford City elleni 5-0-s győzelemmel elhódították a Ligakupát. A mérkőzés után Dyert választották a mérkőzés legjobbjának. A 2015-16-os szezon kezdetén a Leicester City vette kölcsön, így tagja volt a klub első bajnoki címét elhódító csapatnak.

## Válogatott
2012-ben Dyert a Jamaicai labdarúgó-szövetség megkereste, hogy a 2014-es vb selejtezői alatt lépjen pályára a jamaicai válogatottban.

## Sikerei, díjai
Swansea City
- Ligakupa: 2013

Leicester City
- Premier League: 2015–16